# オクタヘプタコンタン
| オクタヘプタコンタン | オクタヘプタコンタン |
| -------------------- | -------------------- |
| CH3(CH2)76CH3        |                      |
| IUPAC名              | オクタヘプタコンタン |
| 分子式               | C78H158              |
| 分子量               | 1096.08912           |
| CAS登録番号          | 7719-95-9            |

オクタヘプタコンタン (Octaheptacontane) とは、直鎖状のアルカンの1種。炭素原子が78個、分岐することなく一列に連なっている。分子式はC78H158。分子量は1096.08912。